# آرثر سكينر
آرثر سكينر (بالإنجليزية: Arthur Skinner)‏ هو ضابط شرطة نيوزيلندي، ولد في 1874، وتوفي في 1940.